# Бібер Володимир Михайлович
Володимир Михайлович Бібер (4 квітня 1954, м. Жидачів Львівська область — 17 січня 2007, м. Тернопіль) — український спортсмен (волейбол), суддя. Суддя всесоюзних (від 1991), міжнародних (від 1993) категорій.

## Життєпис
Належить до 50-ти кращих арбітрів Європи. Суддя 3-х фіналів молодіжних чемпіонатів світу, 4-х чемпіонатів Європи, фіналу Ліги чемпіонів, ігор за Кубок ЄКВ (жінки), Кубок Топ-команд (чоловіки), матчу Ліги чемпіонів між командами Сербії й Австрії, змагань за Кубок України (м. Харків).
Від 2000 — начальник спортивного відділу волейбольного клубу «Галичанка».
Автор перших волейбольних правил, написаних українською мовою, книги «Поговоримо про суддівство волейболу» [Архівовано 14 лютого 2022 у Wayback Machine.] (2006) та інших публікацій.